# Wolodymyr Ostaptschuk

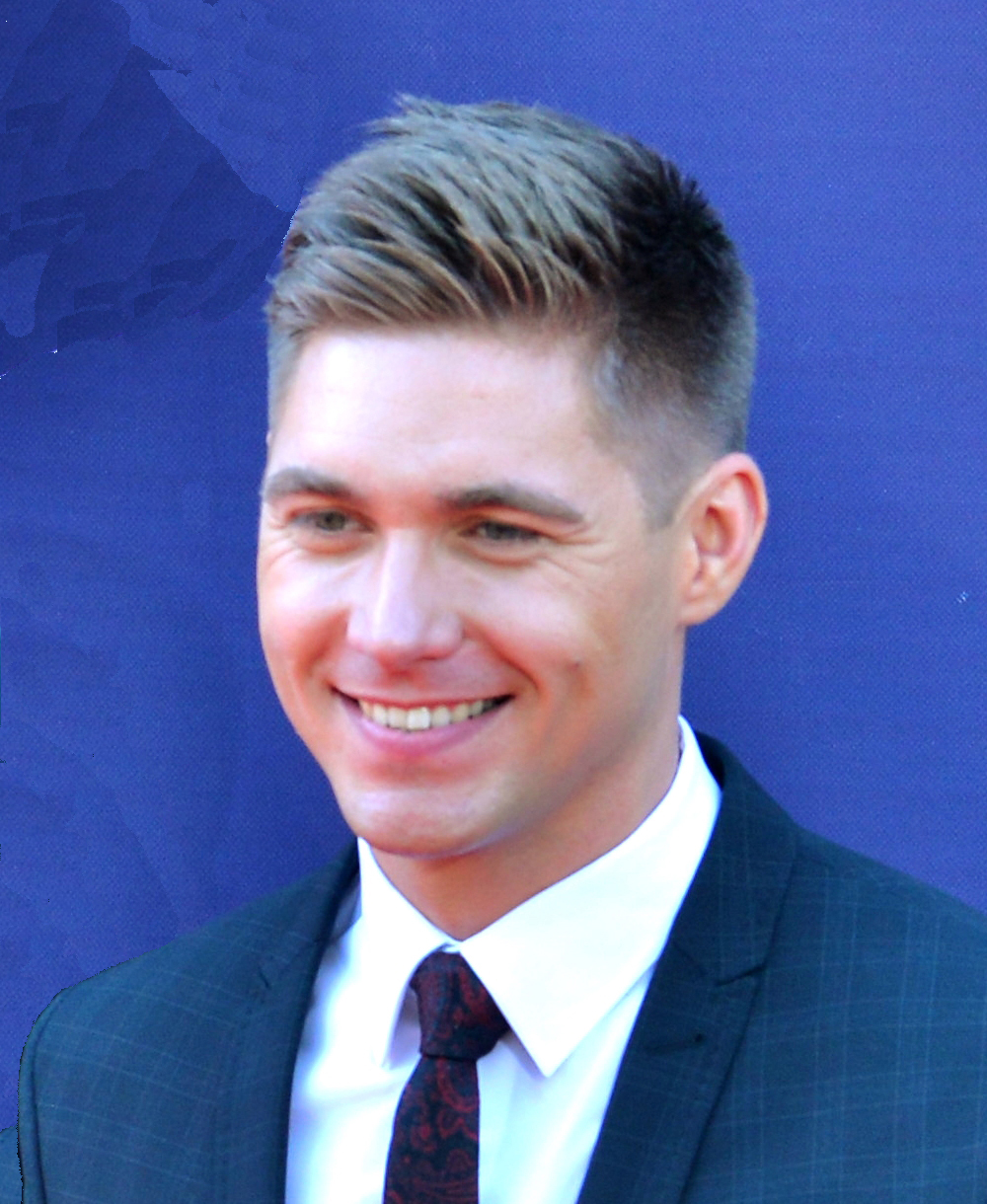
Wolodymyr Ostaptschuk beim Eurovision Song Contest 2017

Wolodymyr (Wowa) Walerijowytsch Ostaptschuk (ukrainisch Володимир Валерійович Остапчук, englisch Volodymyr Ostapchuk; * 27. September 1984 in Uman, Ukrainische SSR) ist ein ukrainischer Radio- und Fernsehmoderator.

## Arbeit
Ostaptschuk ist an der Show Morning with Ukraine beteiligt. Außerdem moderiert er die Sendungen Shopping Goddess und Style Icon. Er hat darüber hinaus die Figur des Hans in der ukrainischen Version des Films Frozen gesprochen. Im Mai 2017 moderierte er den ESC in Kiew.